# Bits of Life
Bits of Life è un film muto del 1921 diretto da Marshall Neilan.
Il film viene considerato il primo esempio di film collettivo a episodi. Bits of Life è ritenuto un film perso. È inedito in Italia, dove non venne mai distribuito.

## Trama
Il film è strutturato in quattro episodi: The Bad Samaritan, The Man Who Heard Everything, Chinese Story (o Hop), e The Intrigue.

### The Bad Samaritan
Tom Levitt, figlio mezzosangue di un cinese e una donna bianca, è vittima di brutalità durante la sua infanzia e da adulto diventa un criminale. Un amico, uscito di prigione da poco, dice a Tom che ora sta "rigando dritto" e gli chiede dei soldi per lasciare la città; Tom prende un portafoglio rubato da un altro ragazzo. Dopo aver sentito un predicatore raccontare la storia del buon samaritano, va ad aiutare un uomo che è stato aggredito; di fronte a una condanna a dieci anni per rapina, riflette sull'ironia della sua storia.

### The Man Who Heard Everything
Ed Johnson, che a malapena si guadagna da vivere con il suo lavoro di barbiere, è sordo, ma è felice nella convinzione che il mondo sia buono e di essere amato dalla moglie. Entrando in possesso di uno strumento che ripristina il suo udito, apprende che le persone che ha idolatrato non sono gente di cui fidarsi e che sua moglie è infedele; disperato, distrugge lo strumento.

### Hop

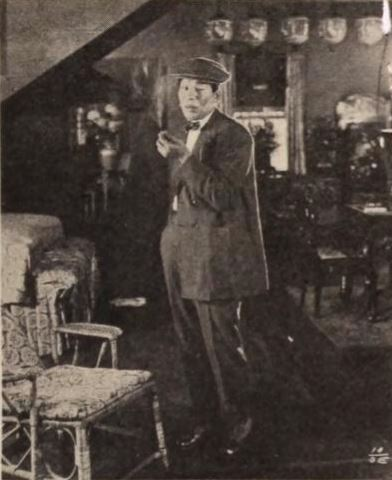
Lon Chaney nei panni di Chin Chow

In Cina da ragazzo, Chin Gow apprende che le figlie femmine non sono desiderabili e che sono una sorta di "maledizione". Diventato un uomo, è proprietario di numerose fumerie d'oppio di San Francisco e sposa Toy Sing, che gli fa nascere una bambina. Chin Gow picchia la moglie e promette di uccidere il neonato. L'amico di sua moglie porta un crocifisso inviato dal prete, e mentre lo inchioda al muro, la punta penetra nel cranio di Chin Gow sdraiato in una cuccetta dall'altra parte del muro, e lo uccide sul colpo.

### The Intrigue
In un giro del mondo in yacht, Reginald Vandebrook, raggiungendo un paese straniero, si innamora di una ragazza che non ha mai visto prima; la sente chiamare "principessa" e la segue in un edificio. Eccolo circondato da indiani dell'est che stanno per ucciderlo. Si sveglia, scopre che tutto era stato un incubo e si ritrova sulla poltrona di un dentista con un dente estratto.